# Jimmy Myers
Jimmy Myers, später auch als Jim Myers bekannt, ist ein US-amerikanischer Country- und Rockabilly-Musiker.
Myers begann seine Karriere 1951 in Detroit, Michigan, bei dem Label Fortune Records. Dort veröffentlichte er seine erste Single zusammen mit seiner Happy Highway Gang. Im Juni 1952 folgte die zweite Single Ding Dong Mama From Tennessee, die zusammen mit George Adams eingespielt wurde.
Für acht Jahre verschwand Myers von der Bildfläche, meldete sich 1960 als Rockabilly-Musiker aber wieder bei Fortune zurück. Pretty Baby Rock / J&D Rock wurde im Sommer 1960 veröffentlicht, gefolgt von Oh! Baby Baby im selben Jahr. Myers machte auch einige nicht veröffentlichte Aufnahmen bei Super Records.
Die Label-Credits auf Myers Platten zeigten neben Myers auch etliche Zweit-Vokalisten und Bands wie die Gems oder die Montclairs.

## Diskographie
| 1951                    | Darling How Was I To Know / Money Can't Buy This Heart of Mine | Fortune 158   |
| 1951                    | Drunk Man's Wiggle / I'm Going Back To West Virginia           | Fortune 162   |
| 1952                    | Ding Dong Mama From Tennessee / True Love Is Always That Way   | Fortune 166   |
| 1960                    | Pretty Baby Rock / J&D Hop (instr.)                            | Fortune 211   |
| 1960                    | Oh! Baby Baby / Blue Stroll                                    | Fortune 212   |
| 1962                    | Memphis (instr.) / After Tomorrow                              | Fortune 215   |
| Unveröffentlichte Titel |                                                                |               |
|                         | - Go Cat Go - Uptown Boogie - Whole Lotta Shakin' Goin' On     | Super Records |